# Двойник (фильм, 1998)
«Двойник» (хинди डबल Ḍabala, англ. Duplicate) — индийская комедия с элементами экшена, снятая режиссёром Махешем Бхаттом и выпущенная в прокат 8 мая 1998 года. Шахрух Хан сыграл двойную роль. В фильме также снялись Джухи Чавла и Сонали Бендре. Первое сотрудничество Хана с Dhrama Productions. В прокате картина прошла не очень удачно, получив по итогам сборов статус «ниже среднего».

## Сюжет
Баблу Чаудри — весёлый молодой человек, мечтающий стать шеф-поваром. Он получает работу в отеле и знакомится с его менеджером, очаровательной Сонией Капур. Они влюбляются друг в друга. Тем временем, Ману (двойник Баблу), преступник, сбегает из тюрьмы, чтобы убить своих «друзей», которые предали его. Однажды, когда Баблу гуляет с Сонией, его арестовывает, думая, что это Ману. Баблу доказывает полиции, кто он на самом деле. Ману, узнав о своём двойнике, решает занять его место. Впоследствии будет много путаницы с двумя главными героями, в которое также будут вовлечены Сония, Бэбэ (мать Баблу) и Лили (подружка Ману). В финальной битве между Ману и Баблу Лили убивает Ману, осознав, что он не был хорошим человеком и не любил её так сильно, как Баблу любил Сонию.

## В ролях
- Шахрух Хан — повар Баблу Чаудри / преступник Ману Дада
- Джухи Чавла — Сония Капур
- Сонали Бендре — Лили
- Фарида Джалал — мать Баблу
- Мохниш Бехл — Рави Ламба
- Тику Талсания — инспектор Р. К. Тхакур
- Шарат Саксена — Дхингра
- Гульшан Гровер — Шалаку
- Вишваджит Прадхан — Тони
- Каджол — девушка на вокзале

## Саундтрек
Все тексты написаны Джаведом Ахтаром, вся музыка написана Ану Маликом.
| №  | Название                  | Исполнители                    | Длительность |
| -- | ------------------------- | ------------------------------ | ------------ |
| 1. | «Mere Mehboob Mere Sanam» | Удит Нараян, Алка Ягник        | 6:59         |
| 2. | «Kathai Aankhon Wali»     | Кумар Сану                     | 7:13         |
| 3. | «Ladna Jhagadna»          | Абхиджит, Кавита Кришнамурти   | 6:28         |
| 4. | «Tum Nahin Jaana»         | Удит Нараян, Алка Ягник        | 6:48         |
| 5. | «Wah Ji Wah»              | Кумар Сану                     | 6:04         |
| 6. | «Ek Shararat Hone Ko Hai» | Кумар Сану, Кавита Кришнамурти | 5:54         |
| 7. | «Theme Music»             | без вокала                     | 0:34         |

## Награды
Номинации Filmfare Awards:
- Лучшее исполнение отрицательной роли — Шахрух Хан
- Лучший текст песни — Джавед Ахтар («Mere Mehboob Mere Sanam»)